# Kretablauwtje
Het Kretablauwtje (Kretania psylorita) is een vlinder uit de familie Lycaenidae. De wetenschappelijke naam is voor het eerst gepubliceerd in 1845 door  Christian Friedrich Freyer.
De soort komt alleen voor op Kreta.